# Brough Superior
|  | No s'ha de confondre amb Brough Motorcycles. |

Brough Superior fou una empresa anglesa que fabricava motocicletes, fundada l'any 1919 per Georges Brough. Entre els anys 1935 i 1939 va fabricar, a més de les motos, uns 85 automòbils.
La seva producció es basava en motocicletes de gran qualitat. Es fabricaven adaptades a cada client i, abans de lliurar-les, totes les motos es provaven i rodaven. Per aquest i altres motius les Brough gaudiren d'un gran prestigi i foren anomenades les "Rolls Royce" de les motos.

## Fàbrica
La factoria estava ubicada a Haydn Road a Nottingham.

## Motocicletes

### Muntatge

Funcionament d'un motor H4.

Les motocicletes es muntaven dues vegades. Primerament per a comprovar que totes les peces eren correctes i s'integraven perfectament en el conjunt. Un cop verificades les peces, es desmuntaven totes i es procedia a pintar o donar el tractament especificat a cada peça. I es tornava a muntar tota la moto.
Cada moto muntada era sotmesa a una prova de carretera i, en alguns casos, es cronometrava la velocitat màxima de cada exemplar concret. Si la velocitat era inferior a la certificada (100 mph per al model SS 100), la moto tornava al taller per a millorar les seves prestacions.

### Motors
El motor J.A.P., de dos cilindres en V i 998 cc va equipar el model SS 100, el més important de la firma Brough Superior.
L'any 1938 es construïren sis motors H4.

## Producció
| Any  | Motos fabricades | Notes                        |
| ---- | ---------------- | ---------------------------- |
| 1919 | 0                |                              |
| 1920 | 1                |                              |
| 1921 | 3                |                              |
| 1922 | 103              |                              |
| 1923 | 119              |                              |
| 1924 | 195              |                              |
| 1925 | 168              | Brough Superior SS 100       |
| 1926 | 95               |                              |
| 1927 | 226              |                              |
| 1928 | 155              |                              |
| 1929 | 139              |                              |
| 1930 | 131              |                              |
| 1931 | 117              |                              |
| 1932 | 58               |                              |
| 1933 | 121              |                              |
| 1934 | 104              |                              |
| 1935 | 94               |                              |
| 1936 | 187              |                              |
| 1937 | 173              |                              |
| 1938 | 159              | Brough Superior Golden Dream |
| 1939 | 118              |                              |
| 1940 | 10               |                              |

## Propietaris famosos

### Thomas Edward Lawrence
La passió per les motos Brough de Thomas Edward Lawrence, "Lawrence d'Aràbia", és coneguda i llegendària. Al llarg de la seva vida, fou el propietari de vuit motos d'aquesta marca:
- 1922: Boa (indicant Boanerges)
- 1923: George I (£150. Més que el preu d'una casa de l'època)
- 1924: George II
- 1925: George III
- 1926: George IV
- 1927: George V (RK 4907). La moto de la imatge adjunta.
- 1929: George VI (UL 656)
- 1932: George VII (GW 2275). (La moto de l'accident que li va provocar la mort. La va comprar per 170 £).
- 1932. George VIII (encara s'estava fabricant i no havia estat lliurada a Lawrence).

| «                                                        | ... Ahir vaig completar 100.000 milles, des de 1923, en cinc motos Brough consecutives...moltes mercès pel plaer de pilotar-les per carretera que m’han proporcionat...les vostres motos són tan ràpides i fiables com un tren exprés, i són d'allò més divertit de conduir: dic això després de vint anys d'experiència en cotxes i motos... | » |
| — Carta de Thomas Edward Lawrence a George Brough. 1926. | |   |

### Altres
Entre altres propietaris famosos, hi ha George Bernard Shaw, Orson Welles i Jay Leno (el seu museu alberga sis motos Brough).

## Motos conservades
Segons alguns cronistes, de les aproximadament 3.000 motos fabricades, se'n conserven un miler. Es tracta d'exemplars molt buscats pel col·leccionistes i que assoleixen preus exorbitants. En una subhasta, una Brough Superior SS100 (Moby Dick) restaurada es vengué per £210,500 (uns 400.000 euros].

## Automòbils
L'any 1932, George Brough va construir un automòbil experimental amb motor Dorman i una caixa de velocitats Wilson amb pre-selector. Els models comercials començaren l'any 1935 equipats amb un motor Hudson 8L (8 cilindres en línea) i, posteriorment, de 6L.
El motor 8L tenia una cilindrada de 250 in3 (4,1 litres) i produïa 125 CV. El motor de sis cilindres disposava de 3,5 litres i 107 CV. El motor de sis cilindres oferia l'opció d'un compressor volumètric.
Els motors Hudson emprats per Brough estaven millorats i eren més potents que els de la fàbrica original, amb modificacions aprovades per Hudson.

### Carrosseries
Les carrosseries es fabricaven a Birmingham, a l'empresa Atcherley. Segons Brough hi havia quatre models: saloon, drophead, four- seater sports i four-seater Alpine Grand Sport.
Amb un xassís llarg Brough, un motor Lincoln V12 (Lincoln-Zephyr V12) i carrosseria Charlesworth de Coventry, es projectaren tres sport saloon. Només se’n fabricà un, venut a un preu de 1275 lliures.

Automòbils Brough Superior
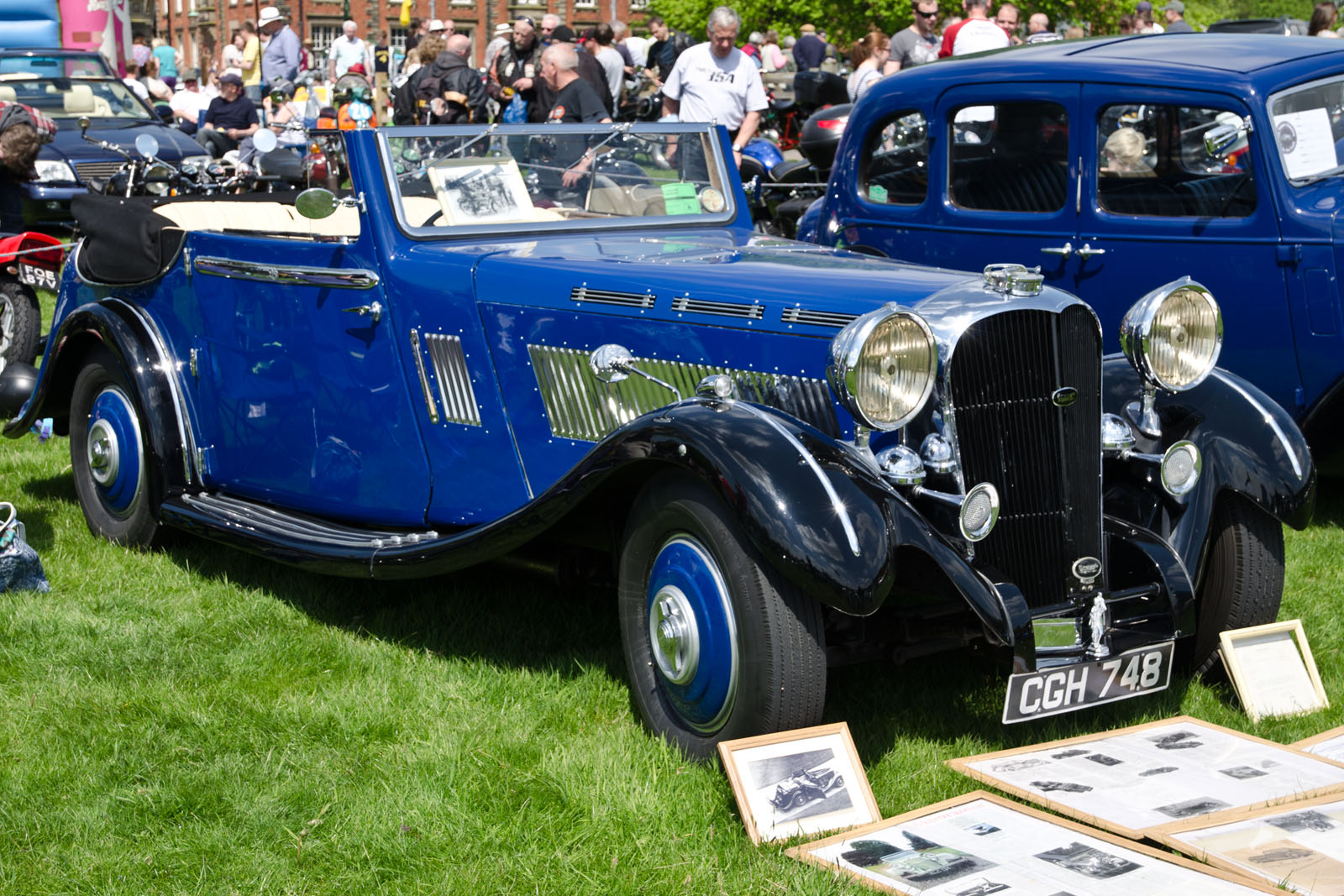
Brough Superior coupé (1935)
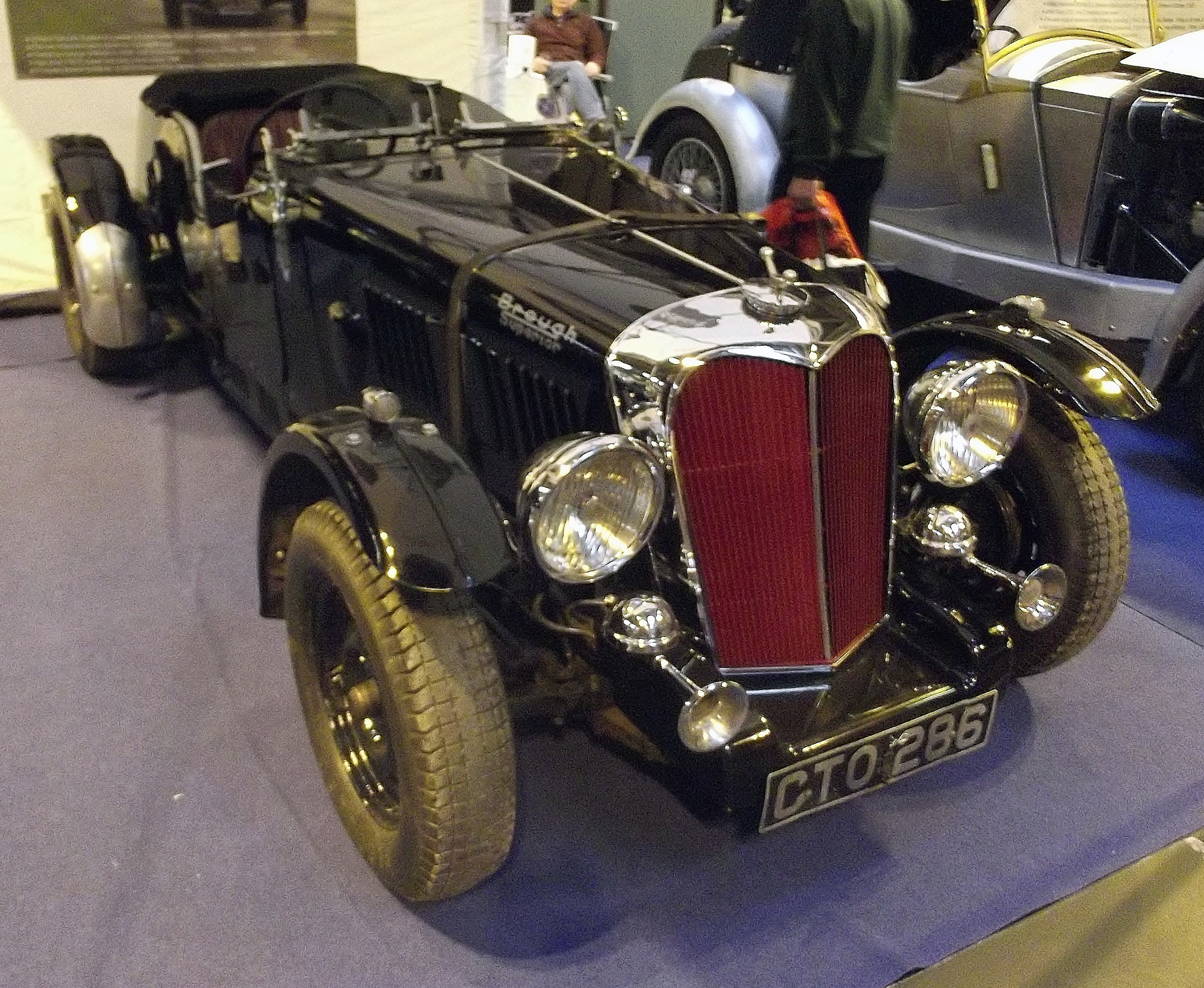
Brough Superior Alpine Grand Sports (1936)
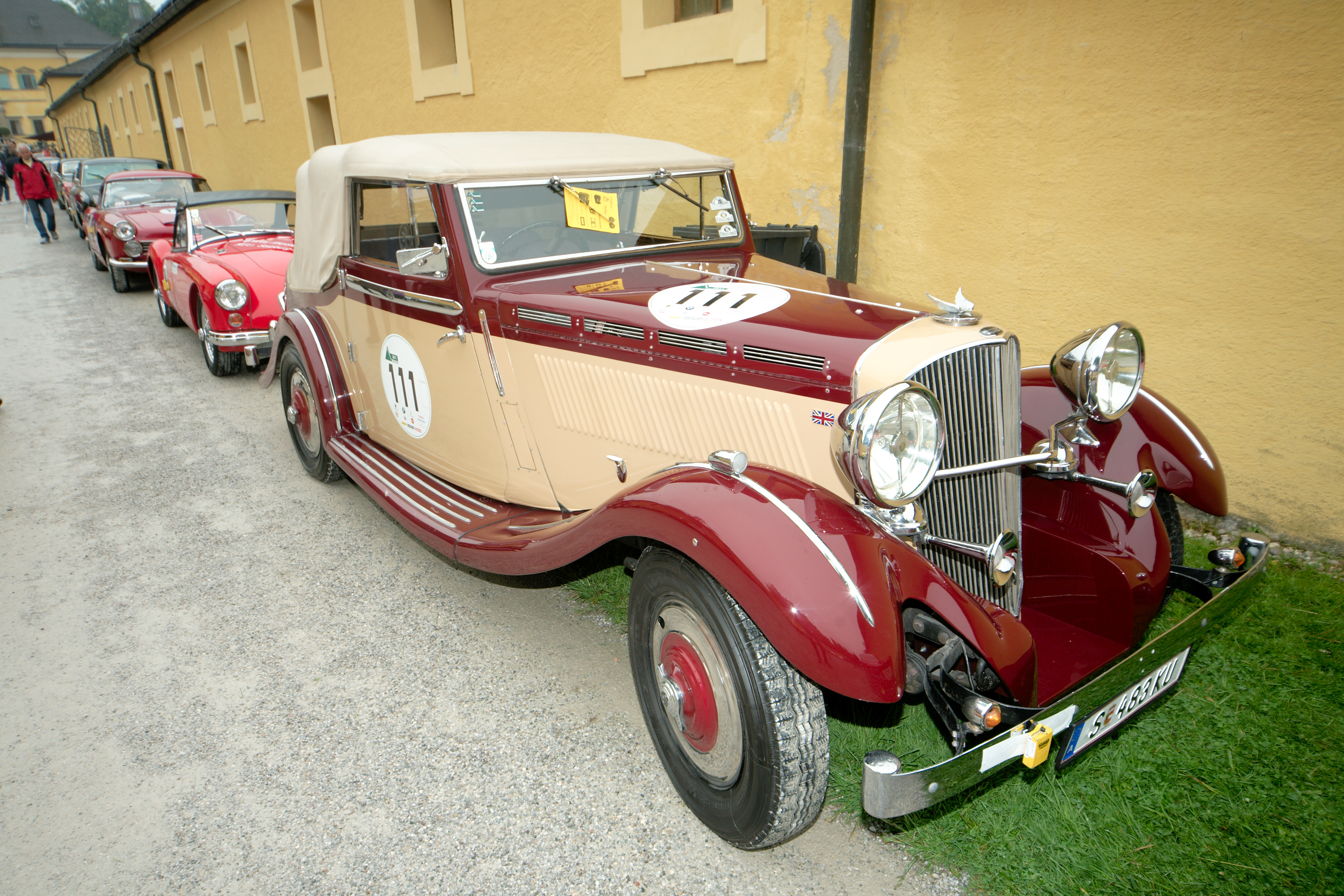
Brough Superior de 1937
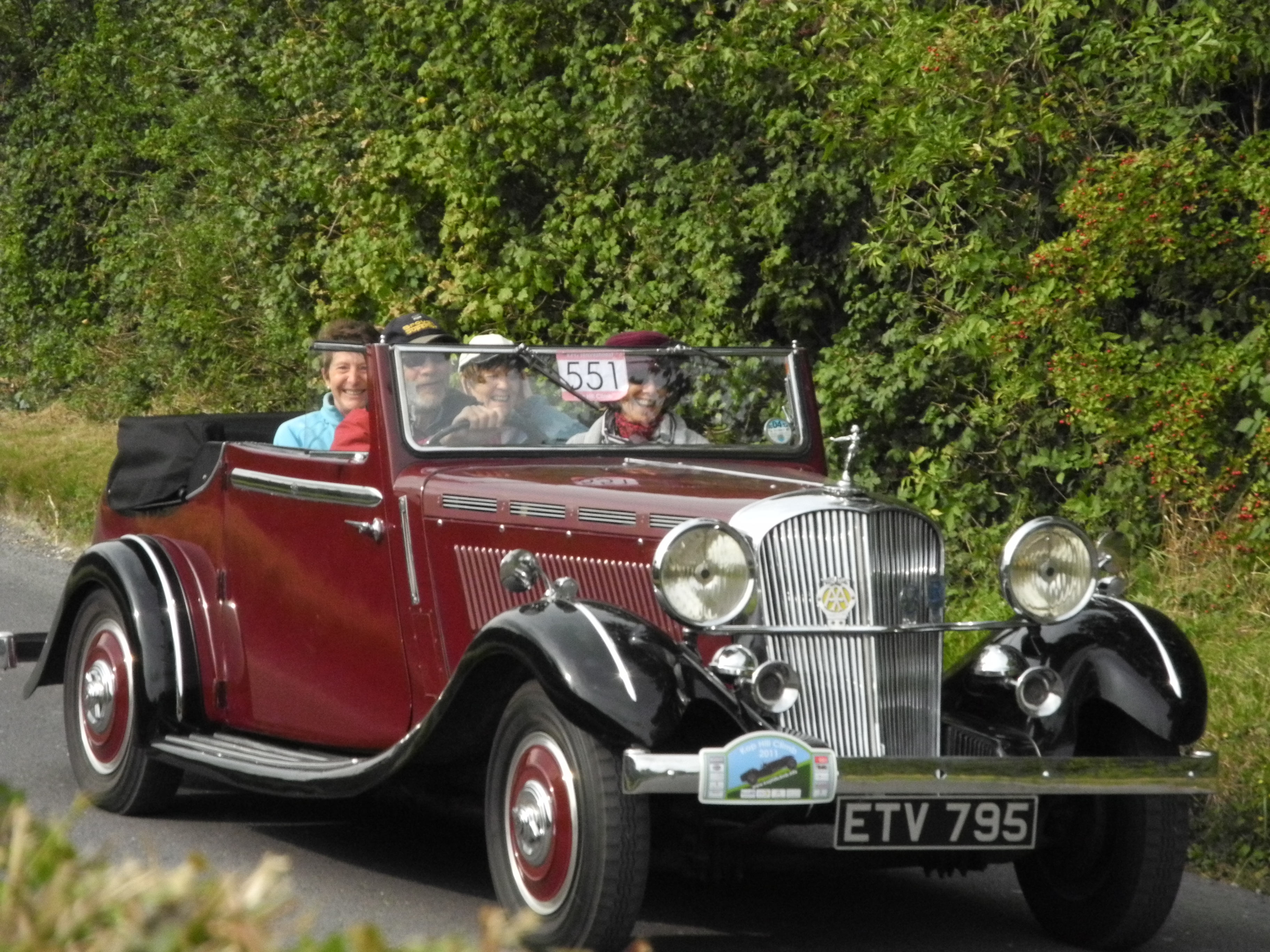
Brough Superior 6 cilindres 3500 cc (1938)
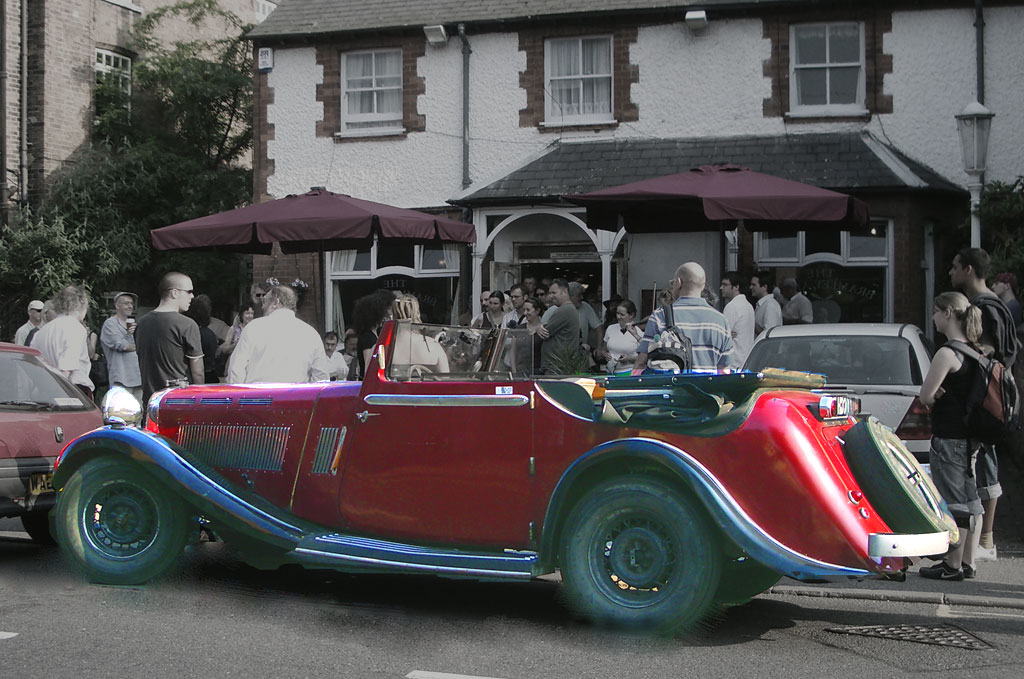
Brough Superior 4000 cc